# Joseph Hergesheimer
Joseph Hergesheimer, född 15 februari 1880, död 25 april 1954, var en amerikansk författare.
Av Hergesheimers romaner, präglade av fin karaktärteckning och minutiöst målande miljöskrildring, är bland andra Släkten Penny (1921), Ludowika Winscrombe (1924), Den brokiga schalen (1926) samt Ammidons hus (1929) översatta till svenska.
I Balisand (1924) och The Limestone tree (1931) behandlar Hergesheimer historiska motiv, Swords and roses (1929) innehåller studier över inbördeskriget, och Sheridan (1931) är en biografi över general Philip Sheridan. Hergesheimers intressen sträcker sig även till såväl Västindiens städer som amerikanska antikviteter, varom ett par böcker och ett flertal artiklar vittnar. From an old house (1925) är ett delvis självbiografiskt arbete.